# Stenoxyphula microphallica
Stenoxyphula microphallica är en insektsart som beskrevs av Kevan, D.K.M. 1966. Stenoxyphula microphallica ingår i släktet Stenoxyphula och familjen Pyrgomorphidae. Inga underarter finns listade i Catalogue of Life.